# Anolis marcanoi
Anolis marcanoi este o specie de șopârle din genul Anolis, familia Polychrotidae, descrisă de Williams 1975. Conform Catalogue of Life specia Anolis marcanoi nu are subspecii cunoscute.